# 卡斯泰尔内
卡斯泰尔内（法語：Castelner）是法国朗德省的一个市镇，属于蒙德马桑区阿热特莫县（Hagetmau）。该市镇总面积5.73平方公里，2009年时的人口为122人。

## 人口
卡斯泰尔内人口变化图示